# دوغلاس دورست
دوغلاس دورست (بالإنجليزية: Douglas Durst)‏ هو شخصية أعمال أمريكي، ولد في 19 ديسمبر 1944 في نيويورك في الولايات المتحدة.